# Société des autoroutes valdôtaines
La SAV S.A. acronyme de Société des autoroutes valdôtaines S.A. (en italien, Società Autostrade Valdostane S.p.A.) est la société concessionnaire de l'ANAS, la société de gestion du réseau routier italien de l'autoroute A5 de la Vallée d'Aoste, pour le tronçon allant de Quisnet (Piémont) à Aoste, mesurant 59,5 kilomètres, et composé par les péages de Pont-Saint-Martin, Verrès, Châtillon/Saint-Vincent, Nus et Aoste.
La SAV fut fondée à Aoste en 1962. Les actionnaires principaux sont :
- la HPVdA S.A. ;
- la Région autonome Vallée d'Aoste ;
- la Cassa di Risparmio di Torino (Caisse d'épargne de Turin) ;
- le groupe Intesa Sanpaolo ;
- le groupe Sanpaolo IMI ;
- le groupe SATAP (Gestion de l'autoroute Turin–Alexandrie-Plaisance) ;
- le groupe ATIVA (Gestion du tronçon piémontais, de Turin à Quincinetto, de la A5).

HPVdA  est gérée par l'entrepreneur piémontais Marcello Gavio.
Son profit en 2008 provenant de l'activité de gestion des autoroutes s'élève à 46,16 millions d'euros.